# Ě
Ě, ě (E с гачеком) — буква расширенной латиницы, используемая в чешском и лужицком письмах. В пиньине обозначает нисходяще-восходящий тон E.

## Использование

### Чешский язык
В чешском письме используется по историческим причинам (в древности эта буква обозначала отдельную фонему, в кириллице передававшуюся буквой ять); она изменяет произношение предшествующего согласного (в начале слова Ě не встречается):
- dě, tě, ně — произносится как ďe, ťe, ňe,
- bě, pě, vě, fě — произносится как bje, pje, vje, fje,
- mě — произносится как mňe.

### Лужицкие языки
В лужицких языках может встречаться и после тех согласных, после которых Ě невозможен в чешском:
- č в верхнелужицком — например, Čěska republika;
- ź в верхнелужицком — например, wobdźěłać, в нижнелужицком — например, wobźěłaś;
- r в верхнелужицком — например, rěč.

### Прочее
В славистической транскрипции обозначает звук, соответствующий ятю (Ѣ).
В пиньине используется для обозначения третьего тона китайского языка.
Исторически буква использовалась в хорватском письме для обозначения ятя (něsam, věra, lěpo, pověst, tělo), произношение которого в разных штокавских наречиях отличается: экавское nesam, vera, lepo, povest, telo, икавское nisam, vira, lipo, povist, tilo и иекавское nijesam, vjera, lijepo, povijest, tijelo. Со временем была заменена на сочетание je и не вошла в гаевицу, в настоящее время употребляется в научной литературе и для точной передачи старого написания.
Буква также используется в латинском алфавите планового межславянского языка, в кириллице ей соответствует є или ѣ.